# Whalsay

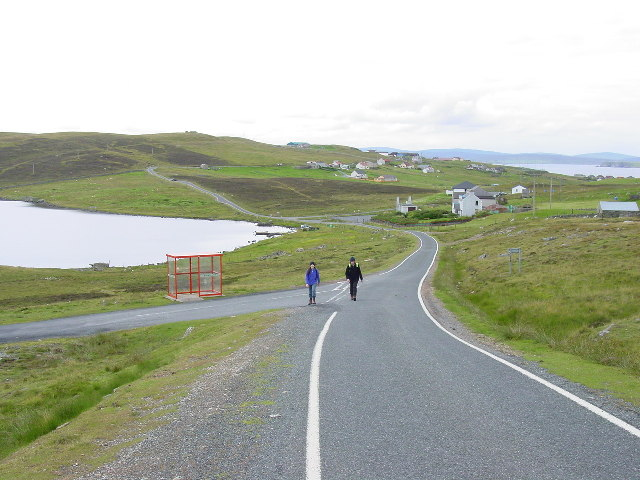
Väg mellan Symbister och Isbister.

Whalsay är en av Shetlandsöarna i Skottland och har omkring 1 000 invånare. Ön är bördig och relativt tätbefolkad. De flesta öbor försörjer sig på fiske och jordbruk.
I öns huvudort Symbister finns den lokala fiskeflottan och färjeförbindelser med Laxo och Vidlin på Mainland, Shetlandsöarnas huvudö. Whalsay har också landningsbanan Whalsay Airport.
Bland sevärdheterna finns en boplats från bronsåldern, Benie Hoose och Yorie Biggins, samt Sodom där Hugh MacDiarmid levde på 1930- och 1940-talen.